# Zameer Rizvi

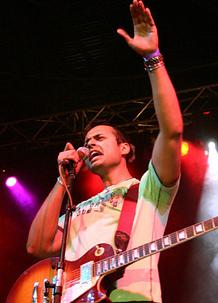
Zameer Rizvi, um cantor/compositor mais conhecido por sua música de estreia 'Win or Defeat', que foi licenciada como tema dos Jogos Paraolímpicos de 2010 e se apresentou nos Jogos Olímpicos de Vancouver em 2010.

Zameer Rizvi, ou simplesmente Zameer (Lahore, 5 de Fevereiro de 1981), é um cantor e compositor paquistanês, erradicado no Canadá.

## Biografia
Sua canção "Win or Defeat" foi a música tema dos Jogos Paralímpicos de Inverno de Vancouver-2010.
Em 2011, o single da canção Glory of Love, cover de Peter Cetera, atingiu a 73a posição da Canadian Hot 100.
Na semana do dia 17 de março de 2012, a "Billboard Social Media" americana rankeou Zameer como #1 entre os artistas que mais crescem em mídias sociais musicais.

### Discografia

#### Álbuns
- From Under the Bleachers (2010)
- Saath (2010)
- Live in Los Angeles (2010)

#### Videoclipes
| Ano  | Single                | Diretor                             | Álbum                    |
| ---- | --------------------- | ----------------------------------- | ------------------------ |
| 2008 | "Win or Defeat"       | Marc André Debruyne                 | From Under the Bleachers |
| 2009 | "With You"            | Nelson Navarro Navarro              | From Under the Bleachers |
| 2010 | "Teri Yaad"           | Isaac Elliott-Fisher, Awais Jaffery | Saath                    |
| 2010 | "My Hometown"         | Mark Araujo                         | From Under the Bleachers |
| 2010 | "Classical Jind Mahi" | Isaac Elliott-Fisher                | Saath                    |
| 2011 | "Mind Over Murder"    | Randall Lobb                        | From Under the Bleachers |
| 2012 | "Tatti"               | Awais Jaffery, Isaac Elliott-Fisher | Single Promocional       |
| 2014 | "Shut The World Out"  | Ali Noor, Isaac Elliott-Fisher      |                          |

### Desempenho nas Paradas Musicais
| Ano  | Single/Artista  | Desempenho nas Paradas Musicais | Desempenho nas Paradas Musicais | Desempenho nas Paradas Musicais  | Desempenho nas Paradas Musicais | Álbum                    |
| Ano  | Single/Artista  | Canadian Hot 100                | Billboard Artists (CAN)         | Billboard Emerging Artists chart | Billboard Social Media          | Álbum                    |
| ---- | --------------- | ------------------------------- | ------------------------------- | -------------------------------- | ------------------------------- | ------------------------ |
| 2011 | "Glory of Love" | 73                              | 5                               | -                                | -                               | From Under the Bleachers |
| 2012 | "Zameer"        | -                               | -                               | 5                                | 1                               | -                        |

## Prêmios e Indicações
| Ano  | Prêmio                                 | Categoria                      | Indicação | Resultado | Ref.  |
| ---- | -------------------------------------- | ------------------------------ | --------- | --------- | ----- |
| 2007 | Toronto Independent Music Awards       | Melhor Artista                 |           | Indicado  | [ 6 ] |
| 2007 | Emergenza Festival                     | Top 10 - Atuações ao vivo      |           | incluído  | [ 7 ] |
| 2008 | Anokhi Sexy and Successful Music Award | Artista Musical Mais Promissor |           | Venceu    | [ 8 ] |